# بلوواتر، انتاریو
بلوواتر، انتاریو (به انگلیسی: Bluewater) یک شهرک در کانادا است که در شهرستان هورون، انتاریو واقع شده‌است.

## خصوصیات
بلوواتر  ۷٬۰۴۴ نفر جمعیت دارد.